# Mirko Corsano
Mirko Corsano (ur. 28 października 1973 w Casarano) – włoski siatkarz, reprezentant Włoch, grający na pozycji libero. Medalista Igrzysk Olimpijskich, mistrzostw świata i mistrzostw Europy.
W kadrze narodowej Włoch zadebiutował w mieście Fidenza 13 sierpnia 1998 w meczu towarzyskim z reprezentacją Australii.

## Pozostała kariera siatkarska
| Lata                   | Klub / Reprezentacja    | Funkcja           |
| ---------------------- | ----------------------- | ----------------- |
| 2014-2014 (od 02.2014) | ZAKSA Kędzierzyn-Koźle  | trener stażysta   |
| 2015-2016              | Włochy                  | asystent trenera  |
| 2018-2019              | Aurispa Alessano        | menadżer          |
| 2021-2022              | Gioiella Prisma Taranto | dyrektor sportowy |
| 2023-                  | Gioiella Prisma Taranto | dyrektor sportowy |

## Sukcesy klubowe
Superpuchar Europy:
- 1990

Klubowe Mistrzostwa Świata:
- 1990

Puchar CEV:
- 1992, 2001, 2005, 2006
- 2003

Mistrzostwo Włoch:
- 1992, 1993, 2006
- 1991

Puchar Włoch:
- 1992, 1998, 2001, 2003, 2008, 2009

Puchar Europy Mistrzów Klubowych:
- 1991, 1993, 1994

Superpuchar Włoch:
- 1997, 2006, 2008

Liga Mistrzów:
- 2002

## Sukcesy reprezentacyjne
Mistrzostwa Europy Juniorów:
- 1992

Mistrzostwa Świata Juniorów:
- 1993

Liga Światowa:
- 1994, 1999, 2000
- 2001

Mistrzostwa Świata:
- 1998

Mistrzostwa Europy:
- 1999, 2005
- 2001

Puchar Świata:
- 1999

Igrzyska Olimpijskie:
- 2000

Puchar Wielkich Mistrzów:
- 2005

## Nagrody indywidualne
- 1992: Najlepszy przyjmujący Mistrzostw Europy Juniorów
- 1999: Najlepszy libero Ligi Światowej
- 2001: Najlepszy libero Mistrzostw Europy
- 2002: Najlepszy przyjmujący turnieju finałowego Ligi Mistrzów
- 2005: Najlepszy libero Mistrzostw Europy
- 2005: Najlepszy libero Pucharu Wielkich Mistrzów
- 2008: Najlepszy libero Igrzysk Olimpijskich w Pekinie

## Odznaczenia
- 21 lipca 2000 został odznaczony Orderem Zasługi Republiki Włoskiej V klasy[8].